# (37038) 2000 UN21
2000 UN21 (asteroide 37038) é um asteroide da cintura principal. Possui uma excentricidade de 0.09606680 e uma inclinação de 5.07146º.
Este asteroide foi descoberto no dia 24 de outubro de 2000 por LINEAR em Socorro.